# Хмурковская, Мария
Мария Хмурковская (пол. Maria Chmurkowska) —  польская актриса театра и кино.

## Биография
Мария Хмурковская родилась 9 января 1901 года в Варшаве. Дебютировала в театре в Варшаве в 1918 году. В 1920 г. окончила Драматическую школу в Варшаве. Актриса театров в разных городах (Вильнюс, Люблин, Гродно, Лодзь, Грудзёндз, Катовице, Торунь, Познань). Во времени Варшавского восстания 1944 г. была санитаркой. Умерла 9 июня 1979 года в Варшаве, похоронена на варшавском кладбище Старые Повонзки.
Её муж — актёр Феликс Хмурковский.

## Избранная фильмография
- 1933 — Каждому можно любить / Każdemu wolno kochać
- 1934 — Влюблён, любит, уважает / Kocha, lubi, szanuje
- 1936 — Его большая любовь / Jego wielka miłość
- 1936 — Болек и Лёлек / Bolek i Lolek
- 1936 — 30 каратов счастья / 30 karatów szczęścia
- 1937 — Солгавшая / Skłamałam
- 1938 — Девушка ищет любви / Dziewczyna szuka miłości
- 1938 — Счастливое тринадцатое / Szczęśliwa trzynastka
- 1939 — Ложь Кристины / Kłamstwo Krystyny
- 1963 — Два ребра Адама / Dwa żebra Adama
- 1966 — Домашняя война / Wojna domowa (только в 14-й серии)
- 1966 — Самозванец с гитарой / Mocne uderzenie